# Изяславичи Туровские
Изяславичи Туровские — ветвь потомков третьего по рождению и старшего в триумвирате Ярославича Изяслава. В XI-XIII веках правила в Туровском, Волынском, Городенском княжествах.

## Владения
По разделу русских земель в 1054 году по смерти Ярослава Мудрого Изяславу достался Туров. После смерти в 1056 году Вячеслава Ярославича в Смоленске туда был выведен Игорь Ярославич с Волыни, и Волынь вошла во владения Изяслава. Во время борьбы за власть в 1073-76 годах на Волыни княжил сын Святослава Ярославича Олег, но после возвращения в Киев Изяслава и в великое княжение Всеволода Ярославича на Волыни укрепился Ярополк Изяславич. К его владениям относились и юго-западные области с Перемышлем и Теребовлем.
После гибели Ярополка Перемышль и Теребовль достались потомкам самого старшего Ярославича Владимира, Туров получил Святополк Изяславич, а Волынь была отдана Всеволодом Давыду Игоревичу. В ходе войны Святополку удалось вернуть Волынь, но попытка овладеть юго-западными волостями провалилась. Святополк овладел также Берестьем, его племянник Ярослав Ярополчич умер в киевской тюрьме (1102/3).
В 1117 году возник конфликт между Ярославом Святополчичем волынским и Владимиром Мономахом, возможно, спровоцированный вызовом Мстислава Владимировича из Новгорода на юг, и Ярослав лишился Владимира-Волынского в пользу Мономаховичей, а затем погиб под стенами города (1123).
По одной из версий, Городенское княжество осталось под властью потомков Изяслава Ярославича.
После смерти Святополчичей Мономаховичи овладели и Туровом, но после междоусобиц середины XII века вернули Туров Юрию Ярославичу (1161). После этого княжеством владели его потомки, а столица переместилась из Турова в Пинск. Также известны уделы в Дубровице, Клецке, Мозыре, Слуцке, Несвиже, Яновице и Чарторыйске.

## Род
Ярослав Святополчич был женат на дочери Мстислава Великого, на дочери Юрия Ярославича был женат Рюрик Ростиславич, на дочери Мстислава Романовича Старого был женат князь Андрей, который вместе с братом Александром Глебовичем дубровицким, Юрием несвижским, Святославом яновицким и Ярославом неговорским погибли в битве на Калке (1223).
Украинский историк Войтович Л. В. располагает сыновей Юрия Ярославича туровского в порядке старшинства следующим образом: Иван туровский (упом.1170), Святополк пинский и туровский (ум.19.04.1190), Ярослав клеческий и пинский (упом.1183), Глеб дубровицкий (упом.1183) и туровский (1190—1195), Ярополк городецкий и пинский (упом.1190). Исследователь считает, что в конце XII века В Турово-Пинском княжестве были расширены принципы Любечского съезда и утратил силу старый порядок наследования, когда в случае смерти старшего брата младшие переходили с удела на удел.
Большинство историков (напр., Грушевский М. С., Пресняков А. Е.) предполагает переход столицы Турово-Пинского княжества на рубеже XII-XIII веков из Турова в Пинск, и считают лидером турово-пинских князей в начале XIII века Владимира Святополчича пинского. Напротив, Войтович Л. В. из факта свойства Андрея с Мстиславом киевским и того, что в летописи Андрей назван прежде Александра дубровицкого, делает вывод о старшинстве Андрея среди турово-пинских князей и о том, что княжил он в Турове.
- Изяслав Ярославич (—1078)
  - Ярополк Изяславич (—1086†)
    - Ярослав Ярополчич
      - Всеволодко (князь городенский)?

  - Святополк Изяславич (—1113)
    - Ярослав Святополчич (—1123†)
      - Вячеслав Ярославич (—после 1127)
      - Юрий Ярославич (—1167)
        - Иван Юрьевич (—ранее 1190)
          - Андрей Иванович (князь туровский) (—1223†)

        - Святополк Юрьевич (—19.04.1190)
          - Владимир Святополчич (упом.1207)
            - Михаил Пинский (упом.1247)

          - Ростислав Святополчич (упом.1228)

        - Ярослав Юрьевич Пинский (упом.1183)
        - Глеб Юрьевич (—1195)
          - Владимир (?) (—после 1229)[1]
            - Фёдор Владимирович
            - Демид Владимирович
            - Юрий Владимирович (упом. 1262)

          - Александр Глебович (князь дубровицкий) (—1223†)

        - Ярополк Юрьевич (—после 1190)

    - Брячислав Святополкович (—1123)
    - Изяслав Святополкович (—1127)

Судя по расположению их владений и записям патериков (в частности, Киево-Печерского) потомками туровско-пинских князей являлись князья Острожские, а, возможно, и соприродные им князья Святополк-Четвертинские (этот род ещё существует).